# Lamberto Dini
Lamberto Dini, född 1 mars 1931 i Florens, Toscana, är en italiensk politiker och ekonom som var Italiens premiärminister 1995–1996 (tillika tillförordnad justitieminister under samma period) samt utrikesminister 1996–2001.